# Герб Ямало-Ненецького автономного округу

Герб Ямало-Ненецького автономного округу

Герб Ямало-Ненецького автономного округу є символом Ямало-Ненецького автономного округу.

## Опис
Герб складається з геральдичного щита, увінчаного короною, яку підтримують два полярні ведмеді. У лазуровому (синьо-блакитному) полі геральдичного щита білий (срібний) північний олень, що йде, супроводжуваний угорі й ліворуч Полярною Зіркою з чотирьох променів того ж металу, з яких лівий коротший за інші; щит увінчано традиційною золотою регіональною короною особливого виду із золотим полум'ям на середньому зубці й має лазурову шапку; в опорах щита срібні полярні ведмеді з червленими пащами й з чорними носами й пазурами, що стоять на срібних, засніжених крижинах, з'єднаних з лазуровою стрічкою, на якій відтворено орнамент, що відповідає білому-синьо-червоному горизонтальному малюнку прапора автономного округу.
Опис корони: золотий орнаментований обруч із сімома видимими гострими зубцями (п'ятьма на передній стороні обруча); передній (середній) зубець орнаментовано і завершено золотим зображенням полум'я; обруч корони також орнаментовано.

### Тлумачення символіки
При виконанні герба застосовано три основні геральдичні кольори: синьо-блакитний, білий (срібний), червоний, а також колір золота:
- синьо-блакитний — символ величі, краси, колір неба й води (моря, річок, озер);
- золото — символ багатства, справедливості, великодушності;
- білий — символ чистоти, добра, незалежності, світлих помислів і намірів, колір білих снігів.